# Saint-Ouen-des-Champs

Saint-Ouen-des-Champs este o comună în departamentul Eure, Franța. În 1 ianuarie 2018 avea o populație de 301 de locuitori.